# Woman "Wの悲劇"より
「Woman "Wの悲劇"より」（ウーマン ダブリューのひげきより）は、薬師丸ひろ子が歌う映画『Wの悲劇』主題歌、自身が出演した資生堂の化粧品『ポーセリア』のCMソング。
薬師丸の通算4枚目のシングルとして1984年10月24日にリリースされた。発売元は東芝EMI（現・EMIミュージック・ジャパン）。EPの規格品番はWTP-17660。

## タイトル
1986年頃までにリリースしたシングルのA面曲が映画主題歌に使用される場合、曲名がそのまま出演した映画タイトルになっていることがあったが、本楽曲は初めて映画と別のタイトルがつけられている。
但しサブ・タイトルは映画名であり、「Wの悲劇」のWはWomanも意味している。
ディスクジャケットは6面フォトジャケット仕様。

## チャート成績
オリコン週間ヒットチャートで「探偵物語／すこしだけやさしく」（1983年）以来の第1位を記録、TBS系音楽番組『ザ・ベストテン』では最高4位を記録した。オリコンチャートの登場週数は15週、累計37.3万枚のセールスを記録した。

## 歌唱
12月15日の映画公開を前に今作でも映画宣伝期間として1週間のみテレビに出演し本曲を披露した。10日には第6位で『ザ・トップテン』、13日には第9位で『ザ・ベストテン』に出演したが『夜のヒットスタジオ』には出演しなかった。
数年ぶりの音楽番組出演となった2006年3月16日放送のNHK『音楽・夢くらぶ』、及び2008年9月3日放送のNHK『SONGS』に出演し、「Woman "Wの悲劇"より」も披露された。2011年4月8日放送のフジテレビ『僕らの音楽』にて、薬師丸ひろ子と松任谷由実が初共演、「Woman "Wの悲劇"より」をデュエットした。
2013年10月に東京と大阪で計4回開催され、23年ぶりの単独コンサートとなった「薬師丸ひろ子 35th Anniversary Concert 2013」では、ラストで歌われた。
2014年12月の『第65回NHK紅白歌合戦』で薬師丸は松任谷正隆による紅白用アレンジ・ピアノ伴奏で「Woman "Wの悲劇"より」を披露した。
2017年のインタビューで、薬師丸は難しく、一生課題としていける曲を持ち歌としてる幸せを語るとともに、この詩の世界を忠実に歌い続けたいと答えている。
2020年10月10日放送のNHK「映画音楽はすばらしい!」で、薬師丸は、この曲を貰ってだいぶ経ってから、松任谷由実に「これはオートクチュールだから」と言われたことを明かした。

## 評価
作詞を担当した松本隆は、「薬師丸は神秘的な存在、また、繊細かつ大胆なので、予測不能の詞をいつも私に書かせた」と語っている。
音楽雑誌『レコード・コレクターズ』（2014年11月号）の特集「80年代女性アイドル・ソング・ベスト100」で17位になった。選定者の遠藤哲夫は、松本隆の歌詞は恋愛の終わりの揺れる心を表現し、詩的な表現でカバーされているが、解釈によっては心中さえも予感させ悲しくも美しいと賞賛している。松任谷由実が「自分が提供した曲の中で一番好きかもしれない。」と言った逸話もある。難解なコード進行が話題になることも多く、選定者の大久達朗はアイドル曲とは別ステージの曲と評価している。遠藤は、サビでの地声に近いファルセットはクラシカルな気品を感じさせるとコメントしている。
音楽評論家スージー鈴木によれば、「Woman "Wの悲劇"より」は1980年代を代表する一曲である。この曲の名曲性として、ずっと「一音分浮いている」ナインス（9th）を使用した不安定で独創的なサビのメロディと、本編のコード Cm からサビは色彩が変わるように A♭ コードになる「時の河転調」の2点を挙げている。浮遊感のある、歌いにくい、（良い意味で）変態的なサビの音程を少しの狂いもなく、澄んだ高音で歌い上げる歌手・薬師丸の実力も評価している。
またスージー鈴木は、高い評価を得た前々作の2ndシングル「探偵物語」と本作のアレンジが類似している点について、「作曲を担当した松任谷由実（呉田軽穂）は大瀧詠一（探偵物語 作曲）の功績を認めつつも、その対抗意識から『私ならこうする』と、あえて同じ条件を課して制作したのではないか」と推察している。

## 収録曲
全曲作詞：松本隆 ／作曲：呉田軽穂（松任谷由実）／編曲：松任谷正隆
1. Woman "Wの悲劇"より　
  - 角川映画『Wの悲劇』主題歌
2. 冬のバラ

両楽曲とも、松任谷由実がペンネーム ″呉田軽穂″ 名義で作曲した（松任谷由実が薬師丸ひろ子に提供した楽曲は、2022年時点までに本シングル盤に収録された2曲と「Come Back To Me ～永遠の横顔」の計3曲である）。松任谷由実自身もアルバム『Yuming Compositions: FACES』（2003年）でセルフカバーをしている。
作詞の松本隆は、3作連続（「探偵物語／すこしだけやさしく」「メイン・テーマ」と本シングル）で薬師丸の楽曲を手掛けている。

### その他の収録ディスク
「Woman "Wの悲劇"より」を収録
| リリース日     | タイトル                                | 規格品番     | 備考                                     |
| -------------- | --------------------------------------- | ------------ | ---------------------------------------- |
| 1986年012月6日 | 薬師丸ひろ子 ベスト・コレクション       | CA32-1333    | 新曲「2×2 (two by two)」を含む公認ベスト |
| 1987年12月25日 | '87 薬師丸ひろ子ファーストライヴ 星紀行 | CT32-5080    | ライブアルバム                           |
| 1998年03月28日 | 薬師丸ひろ子 ツイン・ベスト             | TOCT-10240   | 非公式ベスト                             |
| 1998年11月26日 | 角川映画 女優ヴォーカル セレクション    | CPC8-3010    | Various Artists                          |
| 2002年11月20日 | GOLDEN☆BEST 薬師丸ひろ子                | TOCT-10875   | 非公式ベスト                             |
| 2007年08月22日 | エッセンシャル・ベスト 薬師丸ひろ子     | TOCT-10240   | 非公式ベスト                             |
| 2007年11月21日 | 風街少女                                | UMCK-1235    | 松本隆WORKSコンピレーション              |
| 2011年03月02日 | 歌物語                                  | TOCT-28030/1 | 薬師丸ひろ子公認のベスト・アルバム       |

「Woman "Wの悲劇"より」、「冬のバラ」を収録
| リリース日     | タイトル                             | 規格品番  |
| -------------- | ------------------------------------ | --------- |
| 1984年12月21日 | Wの悲劇 オリジナル・サウンドトラック | WTP-90308 |

## カバー
| リリース日      | アーティスト                    | 媒体・内容 |
| --------------- | ------------------------------- | --- |
| 1985年08月27日  | モニク・リン（中国語: 林慧萍）  | 台湾の歌手。アルバム『我真的可以擁有』に収録。中国語の歌詞でタイトルは「我真的可以擁有」。                             |
| 2001年06月30日  | Port of Notes                   | アルバム『Duet With Birds』に収録。                                                                                    |
| 2007年10月17日  | 安藤裕子                        | シングル「海原の月」のカップリング。                                                                                   |
| 2008年09月03日  | Donna Fiore                     | アルバム『fiore』に収録。                                                                                              |
| 2010年08月18日  | 中森明菜                        | ライブDVD『AKINA NAKAMORI Special Live 2009 “Empress at Yokohama”』、『オールタイム・ベスト -歌姫(カヴァー)-』に収録。 |
| 2012年05月30日  | 平井堅                          | シングル「告白」のカップリング。2011年12月7日放送の『FNS歌謡祭』では、薬師丸ひろ子と平井堅でデュエットした。           |
| 2014年03月19日  | 菊地成孔                        | アルバム『戦前と戦後』に収録。                                                                                         |
| 2014年012月3日  | 村上ゆき                        | アルバム『Piano Woman〜友だちから〜』に収録。                                                                          |
| 2015年01月14日  | Spinna B-ILL                    | カバー・アルバム『ROMANTIK NOIZE』に収録。                                                                             |
| 2015年01月21日  | 德永英明                        | カバー・アルバム『VOCALIST 6』に収録。                                                                                 |
| 2015年02月11日  | 石川綾子                        | カバー・アルバム『CINEMA CLASSIC』に収録。ヴァイオリン演奏。                                                           |
| 2015年06月10日  | 宮本毅尚                        | 冨田恵一によるプロデュース。Sing! Sing! Sing! 2nd Seasonにて公演。                                                     |
| 2015年10月28日  | 上野優華                        | シングル「南くんの恋人〜my little lover」のカップリング。                                                              |
| 2016年07月13日  | 露崎春女                        | カバー・アルバム『ONE VOICE II』に収録。                                                                               |
| 2016年08月31日  | 川島ケイジ                      | メジャー・デビュー・ミニ・アルバム『KEIJI』に収録。                                                                    |
| 2016年10月05日  | 上白石萌音                      | カバー・ミニ・アルバム『chouchou』に収録。                                                                             |
| 2016年11月02日  | 信近エリ                        | ミニ・アルバム『III -THREE-』に収録。                                                                                  |
| 2017年10月04日  | 印象派                          | アルバム『印象派は君に問いかける』に収録。                                                                             |
| 2017年10月25日  | 辛島美登里                      | カバー・アルバム『Cashmere』に収録。                                                                                   |
| 2020年08月26日  | Ms.OOJA                         | カバー・アルバム『流しのOOJA 〜VINTAGE SONG COVERS〜』に収録。                                                         |
| 2021年07月14日  | 池田エライザ                    | 松本隆トリビュートアルバム『風街に連れてって!』に収録。                                                                |
| 2023年011月20日 | 宮本浩次 (エレファントカシマシ) | カバー曲を中心としたコンサート「ロマンスの夜」に向けて配信リリース                                                     |
| 2024年04月17日  | ONCE / 杉本雄治                 | 2024年2月に開催したライブ『ONLY LIVE ONCE in Billboard Live』の音源としてリリース。                                    |